# Алгоритм Малхотры — Кумара — Махешвари
Алгоритм Малхотры — Кумара — Махешвари позволяет находить максимальный поток в графе.

## Описание
Рассматривается транспортная сеть, состоящая из ориентированного графа {\displaystyle G=(V,\;E)}, где {\displaystyle V} — множество вершин, {\displaystyle E} — множество рёбер, и потока {\displaystyle f}. Для каждой вершины {\displaystyle v\in V} вводится потенциал потока, равный максимальному дополнительному потоку, который может пройти через эту вершину. Далее следует цикл. На каждой его итерации определяется вершина {\displaystyle r} с минимальным потенциалом {\displaystyle \rho }. Затем пускается поток величины {\displaystyle \rho } из истока в сток, проходящий через эту вершину. При этом, если остаточная пропускная способность ребра равна нулю, то это ребро удаляется. Также удаляются все вершины, у которых не остаётся ни одного входящего и/или ни одного выходящего ребра. При удалении вершины все смежные рёбра удаляются. Таким образом будет найден блокирующий (псевдомаксимальный) поток. Для того, чтобы найти максимальный поток в графе, нужно выполнять поиск блокирующего потока и затем соответствующим образом изменять граф, и так до тех пор, пока блокирующий поток не окажется равным нулю.

## Сложность
Если информация о входящих и исходящих дугах будет храниться в виде связных списков, то для того, чтобы пропустить поток, на каждой итерации будет выполнено {\displaystyle O(\left|V\right|+\left|E_{i}\right|)} действий, где {\displaystyle \left|V\right|} соответствует числу рёбер, для которых остаточная пропускная способность уменьшилась, но осталась положительной, а {\displaystyle \left|E_{i}\right|} — числу удалённых рёбер. Таким образом, для поиска блокирующего потока будет выполнено {\displaystyle \sum _{i}{O(\left|V\right|+\left|E_{i}\right|)}=O(\left|V\right|^{2})} действий. Поиск блокирующего потока будет выполнен {\displaystyle O(\left|V\right|)} раз, так как количество рёбер на пути от истока к стоку в блокирующем потоке будет не убывать. Тогда всего получается {\displaystyle O(\left|V\right|^{3})} действий.